# 3점 조명
3점 조명은 비디오, 영화, 사진, 컴퓨터 그래픽과 같은 시각 매체에서 쓰이는 기본적인 조명 방법이다. 3점 조명을 통해서, 직광이 만든 그늘과 그림자를 조절하여 원하는 대로 사물이나 사람에게 빛을 비출 수 있다.

배경과 물체 사이의 대조를 만들어서 입체감을 줄 수 있는 일반적인 3점 조명의 설치 모습

주광(Key Light)은 물체를 앞쪽에서 직접 비추어, 주된 역할을 한다. 또한, 주광의 세기나 색깔, 각도 등은 물체 조명의 전반적인 모습을 결정한다..
실내 조명에서, 주광은 주로 특별한 전등이나, 카메라 플래시이다. 하지만 낮의 실외 조명에서는, 태양이 주광의 역할을 한다. 이 경우에는 물론 원하는 곳에 조명을 위치시키지는 못 한다. 따라서 그 대신에 물체를 최적의 장소에 정렬하든지, 태양이 원하는 위치에 올 때까지 기다린다.
보조광(Fill Light) 또한 물체를 비추지만, 주광과는 달리 측면에서 비춘다. 이는 주광에 의해 그늘진 부분을 비추어, 명암의 대조를 줄이거나 없애는 효과를 준다. 보조광은 주로 주광보다는 덜 밝고, 부드러운 조명을 쓴다. 보조광을 쓰지 않으면, 그림자 때문에 적나라한 대조가 나타난다. 때로는 일부러 약한 주광 조명을 쓰기도 하는데, 이는 더 자연스러워 보인다.
가끔 사진작가들이 특별한 조명 대신에 반사판을 보조광으로 쓸 때가 있다. 반사판에 반사되어 돌아오는 주광의 광선은 다른 조명들보다 부드럽고 세세한 효과를 줄 수 있기 때문이다.
후광(Back Light)은 물체를 뒤에서 비춘다. 이는 물체의 가장자리에 빛을 주거나, 물체를 배경과 분리해 윤곽선을 강조해 준다.

## 4점 조명

4점 조명

4번째 조명인 배경 조명(Background Light)은 4점 조명을 이룬다.
배경 조명은 물체의 뒤에 설치된다. 전경을 비추는 세 조명과는 다르게, 이는 벽이나 바깥 풍경과 같은 배경을 비춘다. 이 기술은 배경에 생기는 전경의 그림자를 없애거나, 배경에 더 많은 주의를 끌기 위해서, 카메라로 찍은 사진이 깊이감을 갖게 하기 위해서 쓰인다.